# Lída Rakušanová
Lída Rakušanová, rozená Ludmila Malá, později Horská (* 26. května 1947 České Budějovice), je česká novinářka a spisovatelka. Po sovětské okupaci Československa v roce 1968 odešla do exilu a pracovala v Rádiu Svobodná Evropa v Mnichově. Od roku 1989 žije střídavě v Praze a v Bavorském lese a spolupracuje jako volná novinářka s českými a německojazyčnými médii, například jako komentátorka Českého rozhlasu.

## Životopis
Do 18 let žila v Českých Budějovicích, kde absolvovala Gymnázium Jana Valeriána Jirsíka. V letech 1965–1968 studovala na Karlově univerzitě v Praze obory čeština, dějepis, jihoslovanské jazyky, estetika. Po srpnové okupaci 1968 přerušila na rok studium a odešla se svým budoucím manželem, fotografem Josefem Rakušanem, nejprve do Francie a pak do Německa, kde oba pracovali v továrně na pouliční osvětlení ve Frankfurtu nad Mohanem. O politický azyl v Německu požádali poté, co politbyro KSČ nazvalo v květnu 1969 okupaci „bratrskou pomocí“ a Moskvě za ni oficiálně poděkovalo. V srpnu 1969 se ve Frankfurtu vzali a přestěhovali se do Mnichova, kde se jim narodila dcera Lucie. Tam se také zapojili do aktivit československého exilu. Publikovali mj. v exilovém časopisu Text, jehož šéfredaktorem byl Sláva Volný, jeden z nejvýraznějších redaktorů Československého rozhlasu za pražského jara. Spolu s ním pak vydávali manželé Rakušanovi začátkem 70. let po tři roky literární kalendář exilu Kalex. V Německu studovala Lída Rakušanová na mnichovské Ludwig-Maximilians-Universität germanistiku a slavistiku a stala se soudní překladatelkou.

### Působení v exilu
V Rádiu Svobodná Evropa pracovala Lída Rakušanová od roku 1975 jako externistka v týdenním rozhlasovém magazínu „Rozhledy“ Slávy Volného a od února 1978 jako redaktorka v zahraniční a později ve vnitropolitické redakci RSE se zaměřením na Československo, střední a východní Evropu, NATO a EU. Kromě stovek politických komentářů připravovala pro RSE řadu let také pořad „Literatura bez cenzury“, četbu na pokračování z knih režimem zakázaných autorů, vydávaných v samizdatu a v exilových nakladatelstvích. Koncem 80. let 20. století se její hlas stal symbolem svobodného Československa natolik, že když po Listopadu 1989 potřebovali čeští filmaři nechat ve svých filmech jako dobovou kulisu zaznít vysílání RSE, žádali ji, aby je namluvila. Tímto způsobem participovala na filmech Kolja, Kde domov můj, Fair Play, Zemský ráj to na pohled a Osmy, ale také na rozhlasovém spotu „Sami jsme byli uprchlíci“ osvětové kampaně UNHCR.

### Působení po Listopadu 1989
Když v polovině roku 1994 došlo k ukončení činnosti české redakce Svobodné Evropy v Mnichově, rozhodla se Lída Rakušanová pro dráhu volné novinářky. Přesídlila do Prahy, kde pokračovala nejen v externí spolupráci s následným českým vysíláním RFE v Praze, ale také s Českou televizí a Českým rozhlasem. V polovině 90. let měla v ČT vlastní talk show „Na pozvání Lídy Rakušanové“. V letech 1997–2003 natočila s režisérem a kameramanem Jiřím Krejčíkem ml. 23 půlhodinových dokumentárních sond do života transformující se české společnosti pro ČT.
Od poloviny 90. let působila jako korespondentka z Prahy např. pro berlínský Der Tagesspiegel, týdeník Rheinischer Merkur, švýcarský list Finanz und Wirtschaft, deník Passauer Neue Presse aj.
V té době se také účastnila publicistického pořadu o TGM, pořádaného každoročně na podzim Klubem TGM Masarykova demokratického hnutí v Kopřivnici.
V letech 2002–2015 se angažovala ve vydavatelství regionálního tisku Vltava Labe Press, kde vyvíjela žurnalistické projekty, koordinovala společné aktivity tehdejšího mateřského vydavatelství Passauer Neue Presse s jeho českou, polskou a slovenskou odnoží, a organizovala a vedla vzdělávací aktivity lokálních novinářů. V roce 2004, kdy byla šéfredaktorkou centrální redakce lokálních Deníků, založila spolu s profesorem Ivo Možným, děkanem Fakulty sociálních studií Masarykovy university, Institut regionální žurnalistiky, který je společným projektem vydavatelství VLP a katedry žurnalistiky Fakulty sociálních studií MUNI.
Je členkou Asociace evropských novinářů. Od 1. 10. 2004 do 16. 10. 2005 byla prezidentkou této asociace.
V letech 1998–1999 byla členkou české části Koordinační rady Česko-německého diskusního fóra.

### Ocenění
- 1993 laureátka ceny Žena Evropy, udělovaná EU [9]
- 1997 Umělecká cena česko-německého porozumění
- 2000 Cena Jana Palacha
- 2001 Cena ministra životního prostředí
- 2011 Vyznamenání Zlaté lípy ministra obrany České republiky[10]
- 2012 Cena Jiřího Ješe za komentář[11]
- 2019 Cena Opus vitae Nadace Český literární fond za špičkovou novinářskou práci a prosazování hodnot svobody a demokracie před rokem 1989 i po něm.[12]
- 2022 Stříbrná medaile předsedy Senátu Parlamentu České republiky[13]
- 2022 Česko-německá novinářská cena Česko-německého fondu budoucnosti-zvláštní ocenění[14]
- 2023 Cena Václava Bendy, Ústav pro studium totalitních režimů[15]
- 2023 Medaile za zásluhy, České Budějovice[16]
- 2024 Cena 1. června za trvalou obhajobu a prosazování principů demokracie, lidských práv a  svobod, Plzeň[17]
- 2024 Stříbrná medaile Masarykovy university[18]

### Novinářská práce
- Radio Svobodná Evropa (1975–1994)[19]
- Komentáře k dění v České republice a v Evropské unii: pravidelně na vlnách ČRo Plus[20][21] a na stránkách regionálních Deníků vydavatelství Vltava Labe Press.

### Autorka knih
- RAKUŠANOVÁ, Lída. Václav a Dagmar Havlovi: 2 osudy v jednom svazku. Praha: Gallery, 1997. 138 s. Dostupné online. ISBN 80-86010-07-4. Il., portréty (některé barev.).
- RAKUŠANOVÁ, Lída. Václav und Dagmar Havel: eine Prager Geschichte. München: Langen Müller, 1999. 247 s. ISBN 3-7844-2733-2.[22][23]
- RAKUŠANOVÁ, Lída. Svobodná v Evropě. 1. vyd. Praha: Book Dock, 2020. 288 s. ISBN 978-80-88066-23-1.

### Filmové dokumenty
- Genus Lída Rakušanová, pohledem Heleny Třeštíkové, Česká televize 1996
- Třináctá komnata Lídy Rakušanové, režie Olga Sommerová, Česká televize 2015